# Hypsiboas jaguariaivensis
Espèce
Hypsiboas jaguariaivensis est une espèce d'amphibiens de la famille des Hylidae.

## Répartition
Cette espèce est endémique du Paraná au Brésil. Elle se rencontre à 659 m d'altitude dans les environs de Jaguariaíva.

## Étymologie
Son nom d'espèce, composé de jaguariaiv et du suffixe latin -ensis, « qui vit dans, qui habite », lui a été donné en référence au lieu de sa découverte, Jaguariaíva.

## Publication originale
- Caramaschi, Cruz & Segalla, 2010 : A new species of Hypsiboas of the H. polytaenius clade from the state of Paraná, southern Brazil (Anura: Hylidae). South American Journal of Herpetology, vol. 5, no 3, p. 169-174.